# Monumentgrupper i Mahabalipuram
Monumentgrupperna i Mahabalipuram är en grupp lämningar av en forntida stad intill den nutida staden Māmallapuram, sextio kilometer söder om storstaden Chennai i den indiska delstaten Tamil Nadu. Den forna staden uppkallades efter den mytologiske demonkungen Mahabali) ibland kallad Mamallapuram (efter pallavakungen Mamalla). På 600-talet var den en hamnstad under pallavadynastin.
Ruinerna är ett av de mest kända exemplen på forntida indisk konst och arkitektur. Rathas (egentligen triumfvagnar till gudarna), som uppfördes mellan 600- och 800-talen, har av Unesco utpekats som världsarv.
Det material som använts för Rathas är sten. Vissa av de fem rathas har huggits ut ur ett enda klippblock, och de består av klipptempel, tempel och statyer. Pelarna är gjorda i dravidisk stil.